# Гершон Барах
Гершон Барах (на английски: Gershon Barag) е израелски психоаналитик и лекар-дерматолог.

## Биография
Роден е през 1902 година в Руската империя, но когато е малък родителите му се местят в Палестина. Завършва гимназията Херцел в Тел Авив. По-късно се мести във Франкфурт на Майн. Там през 1922 г. започва да учи медицина, като през 1926 заминава за един семестър в Берлин. Получава медицинската си степен през 1927 във Франкфурт. Пише докторска дисертация под ръководството на професор Херксхаймер на тема „Венерическия сифилис, резистентен на Салварзан“. Сближава се с Карл Ландауер и впоследствие иска от него да го анализира. Тъй като двамата са станали прекалено близки, Ландауер му отказва и го препраща към Психоаналитичния институт в Берлин. Там преминава обучителна анализа при Йеньо Харник за около 2 години. По-късно придобива лиценз за упражняване на медицинската си професия и работи в различни болници и санаториуми. През това време жена му започва да учи медицина, а след това и психоанализа под негово влияние.
След идването на власт на Хитлер през 1933 година, лицензът му е отнет и той заминава да работи в частна институция в Литенхайд, Швейцария, където се помещават 600 души. За кратко остава в Лондон, където се ражда и синът му Дан, който по-късно става археолог. По това време се жени. През 1933 г. заедно с Макс Айтингон, Илия Шалит, жена си Герда, Ана Смелянски, Вики Бен-Тал и Рут Яфе, създава Психоаналитичното общество на Палестина. В края на 1935 се местят в Тел Авив, където на следващата година е приет в Психоаналитичното общество на Палестина.
Барах не подкрепя лаическата анализа и смята, че психоанализата е част от медицината.
Умира на 26 май 1957 година в Тел Авив на 55-годишна възраст.

## Идеи
Барах разглежда месианската идея за Златната епоха, като колективна надежда, а вярата за живот след смъртта като „лична фантазия“. Според него светата Троица е „интернализация на майката и бащата вътре в Аз-а.“ Той открива, че у юдаизма такава патрицентрична религия могат да бъдат открити черти на богиня-майка и че всяка божествена фигура носи и мъжки, и женски черти.